# جسرا تشونغونغيو وبايغنغيو
جسرا تشونغونغيو وبايكونغيو (بالكورية: 경주 불국사 청운교 및 백운교) هما الكنز الوطني لكوريا الجنوبية رقم 23.

## معرض الصور

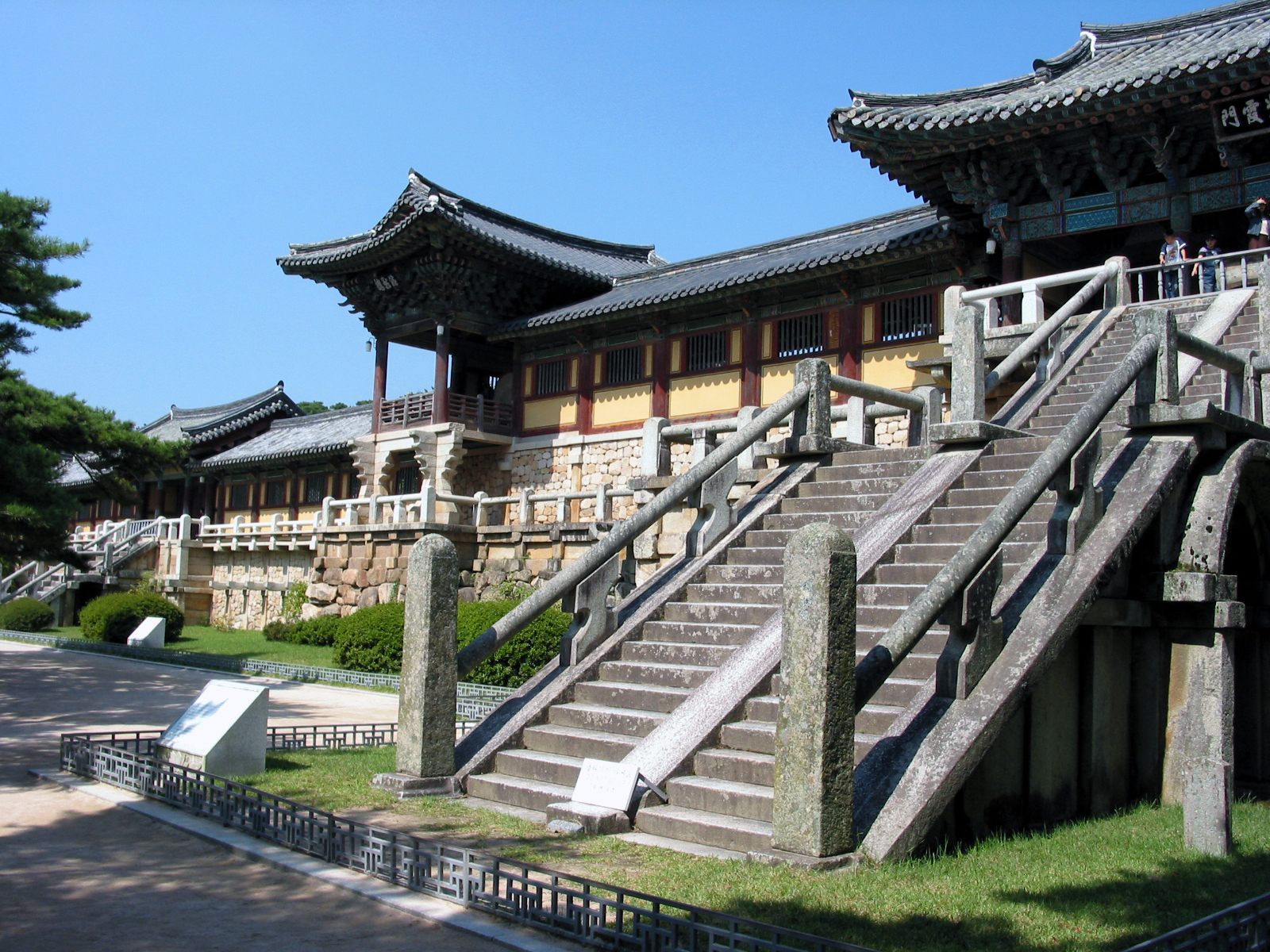
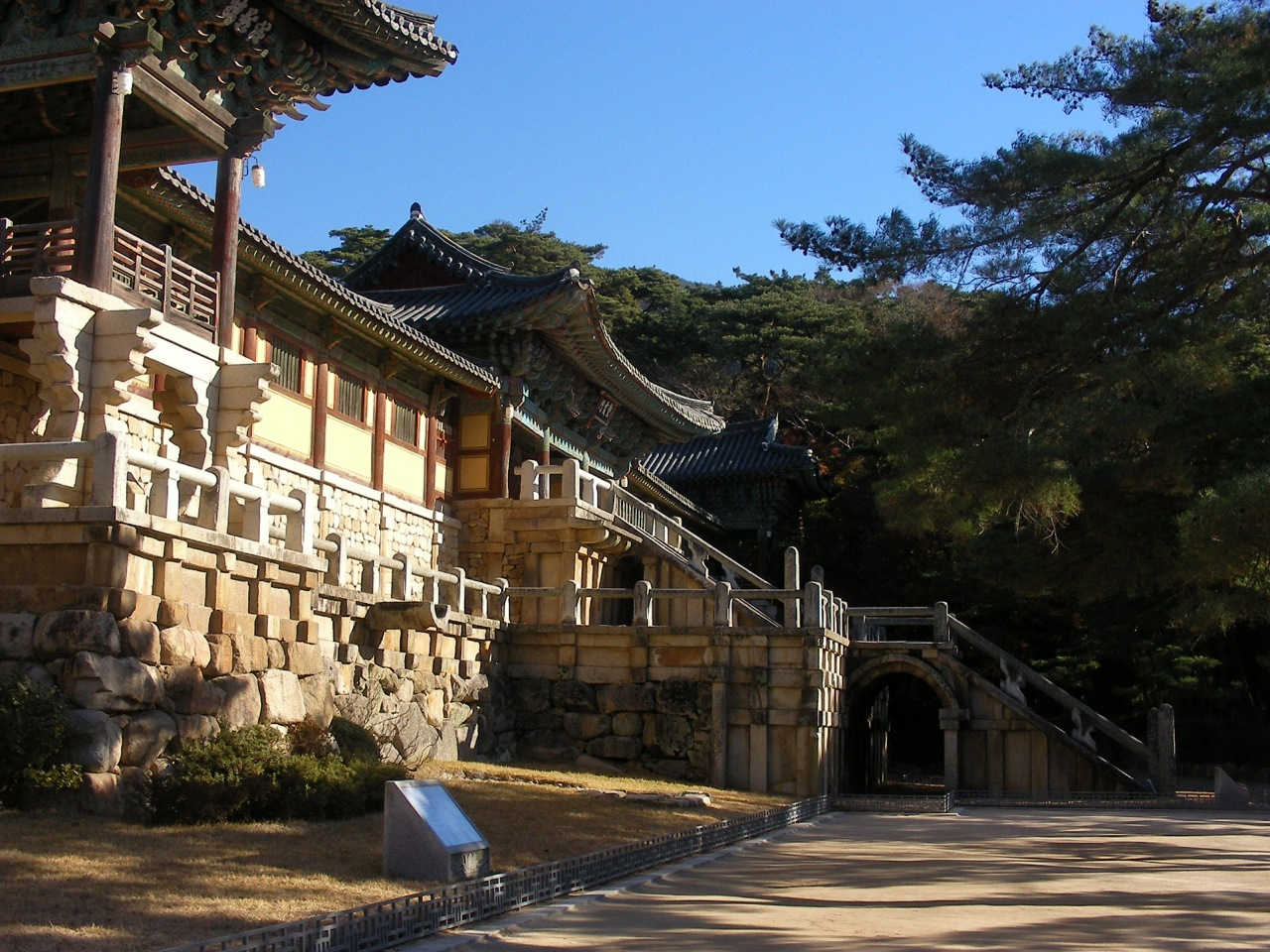